# Verbascum wilhelmsianum
Verbascum wilhelmsianum är en flenörtsväxtart som beskrevs av C. Koch. Verbascum wilhelmsianum ingår i släktet kungsljus, och familjen flenörtsväxter. Inga underarter finns listade i Catalogue of Life.